# Брокман, Джон
Джон Брокман — американский литературный агент.
Брокман родился в еврейской семье и вырос в Бостоне. После учёбы в Институте делового администрирования им. Бабсона Колумбийского университета в Нью-Йорке он стал инвестиционным банкиром, а в 1960-х годах художником-мультимедиа. Он организовал совместно с Джонасом Мекасом фестиваль «Expanded Cinema Festiva». В 1974 году он основал свою собственную компанию «Brockman, Inc.», чтобы специализироваться в качестве литературного агента в маркетинге и продвижении выдающихся учёных всех областей знаний, которые хотят публиковать свои собственные тезисы и хотят представить свою область знаний и свой образ мыслей популярным и общепринятым способом. Среди авторов Брокмана: Ричард Докинз, Стивен Пинкер, Алан Гут, Стивен Джей Гулд, Джарон Ланье, Марк Хаузер, Ли Смолин и Дейвид Гелернтер. Брокман стал известен благодаря идее «Третьей культуры», которую он проповедовал в своей одноимённой книге.
Брокман является основателем «Edge Foundation», веб-сайта, на котором учёные комментируют ключевые проблемы исследований и технологий. В 2006 году под редактурой Брокмана была опубликована книга «Во что мы верим, но не можем доказать», в которой он собрал рассуждения многих учёных и интеллектуалов, собранные благодаря Edge. В 2019 году под редактурой Брокмана издан сборник эссе 2019 года о будущем влиянии искусственного интеллекта «Искусственный интеллект — надежды и опасения».

## Публикации на русском языке
- (2002) Будущее науки в XXI веке. Следующие пятьдесят лет = The Next Fifty Years: Science in the First Half of the Twenty-First Century : 2002 / Ред. Джон Брокман. — М. : ACT, 2008. — 256 с. — Пер. с англ. Ю.В. Букановой. — ISBN 978-5-17-072048-4.
- (2005) Во что мы верим, но не можем доказать. Интеллектуалы XXI века о современной науке = What We Believe But Cannot Prove : 2005 / Ред. Джон Брокман. — М. : Альпина нон-фикшн, 2018. — 340 с. — Пер. с англ. А. Стативка. — ISBN 978-5-91671-939-0.
- (2011) Разум. Ведущие ученые размышляют о мозге, памяти, личности и счастье = The Mind: Leading Scientists Explore the Brain, Memory, Personality, and Happiness : 2011 / Ред. Джон Брокман. — М. : ACT, 2017. — 320 с. — Пер. с англ. Ю.В. Буканова. — ISBN 978-5-17-090360-3.
- (2012) Эта книга сделает вас умнее = This Will Make You Smarter: New Scientific Concepts to Improve Your Thinking : 2012 / Ред. Джон Брокман. — М. : ACT, 2017. — 512 с. — Пер. с англ. Ю.В. Буканова. — ISBN 978-5-17-104759-7.
- (2013) Мышление = Thinking: The New Science of Decision-Making, Problem-Solving, and Prediction in Life and Markets : 2013 / Ред. Джон Брокман. — М. : ACT, 2018. — 480 с. — Пер. с англ. Д.А. Литвинов, А.А. Курышева. — ISBN 978-5-17-090361-0.
- (2013) Теории всего на свете = This Explains Everything: Deep, Beautiful, and Elegant Theories of How the World Works : 2013 / Ред. Джон Брокман. — М. : Лаборатория знаний, 2016. — 400 с. — Пер. с англ. Н. Майсурян, А. Капанадзе. — ISBN 978-5-93208-210-2.
- (2014) Вселенная = The Universe: Leading Scientists Explore the Origin, Mysteries, and Future of the Cosmos : 2014 / Ред. Джон Брокман. — М. : ACT, 2018. — 480 с. — Пер. с англ. П.В. Миронов. — ISBN 978-5-17-090362-7.
- (2015) Что мы думаем о машинах, которые думают: Ведущие мировые ученые об искусственном интеллекте = What to Think About Machines That Think: Today : 2015 / Ред. Джон Брокман. — М. : Альпина нон-фикшн, 2017. — 548 с. — Пер. с англ. М. Исаков. — ISBN 978-5-91671-775-4.
- (2015) Эта идея должна умереть = This Idea Must Die: Scientific Theories that are Blocking Progress : 2015 / Ред. Ред. Джон Брокман. — М. : ACT, 2017. — 736 с. — Пер. с англ. С. Меринов С., Миронов. — ISBN 978-5-17-102068-2.
- (2016) Жизнь = Life: The Leading Edge of Evolutionary Biology, Genetics, Anthropology, and Environmental Science : 2016 / Ред. Джон Брокман. — М. : ACT, 2018. — 384 с. — ISBN 978-5-17-102752-0.
- (2019) Искусственный интеллект - надежды и опасения = Possible Minds: Twenty-five Ways of Looking at AI : 2019 / Ред. Джон Брокман. — М. : ACT, 2020. — 384 с. — Пер. с англ. В. Желнинов. — ISBN 978-5-17-115937-5.